# 佐川グローバルロジスティクス
佐川グローバルロジスティクス株式会社（さがわ-）は、SGホールディングス（佐川急便）グループの国内および国際貨物利用運送、およびロジスティクス事業を行う企業。通関に関する業務も行っている。略称「SgLogistics」。

## 沿革
- 1980年（昭和55年）9月18日　佐川航空株式会社として設立。
- 1981年（昭和56年）8月　佐川物流サービス株式会社を設立。
- 1985年（昭和60年）3月　東京SRC　A館（現在の本社ビル）完成。
- 2005年（平成17年）7月21日　佐川航空株式会社を佐川グローバルエクスプレス株式会社、佐川物流サービス株式会社を佐川グローバルロジスティクス株式会社に社名改称。
- 2005年（平成17年）10月21日　佐川グローバルエクスプレス株式会社が佐川急便国際事業本部国際営業部を統合
- 2006年（平成18年）1月 千葉県成田市に佐川グローバルロジスティクスセンターを開設
- 2006年（平成18年）8月 佐川グローバルエクスプレス株式会社が佐川通関株式会社を統合。
- 2006年（平成18年）12月 佐川グローバルエクスプレス株式会社が中華人民共和国の郵政事業を統括する中国速逓服務公司との業務提携を発表。
- 2007年（平成19年）3月 労働者派遣事業許可を取得。
- 2007年（平成19年）3月21日 佐川グローバルエクスプレスが佐川グローバルロジスティクスを吸収合併。但し、社名は『佐川グローバルロジスティクス』を使用。
- 2013年（平成25年）1月31日 ハマキョウレックスと資本業務提携を発表。同年10月1日に佐川グローバルキスプレスが株式交換によりハマキョウレックスの完全子会社となり、SGホールディングスがハマキョウレックスに出資しその他関係会社になるという構想。
- 2013年（平成25年）9月24日 上記の統合を目前に、親会社のSGホールディングスより提携を白紙撤回申し入れる。

## 不祥事

### 違法な二重派遣
2007年8月、静岡労働局が佐川グローバルロジスティクスに立ち入り調査を実施したところ、派遣労働者を二重派遣する違法行為が発覚した。静岡労働局の調査によると、2004年11月から当月まで、佐川グローバルロジスティクスは、人材派遣業者「グッドウィル」から派遣された労働者約1万1000人（延べ人数）を静岡県浜松市の通信販売業者の倉庫に送り込み働かせていた。さらに、佐川グローバルロジスティクスは、労働者派遣法の派遣可能期間を大幅に超過し労働者を働かせていた。加えて、佐川グローバルロジスティクスとグッドウィルとの間では、労働者派遣法に基づく派遣契約を締結していなかった。発覚のきっかけは、倉庫で働いていた派遣労働者の一人が「2ちゃんねる」で情報収集し、自身の勤務状況が違法な二重派遣であることに気づき、静岡労働局に通報したためとされる。
グッドウィルは「06年11月ごろ二重派遣に気づいたのでSGLに指摘し、改善されたはずだった」と主張している。それに対し、佐川グローバルロジスティクスは「法令順守体制に甘さがあった」と認めたものの「グッドウィルの担当者も二重派遣を知っていた」と主張している。厚生労働省は「二重派遣された人数が多く悪質で、改善命令が必要」との方針を固め、2007年12月19日、佐川グローバルロジスティクスに対し不利益処分の予定（事業改善命令発令）を通知。ハピネットやAmazon.co.jpから請けた市川市での業務（二俣新町での倉庫業務）をグッドウィルに投げ、人集めをさせていた事も発覚した為、グッドウィル同様、2008年1月8日までの弁明（書類提出）を求めていた。